# Colom feréstec pitgrís
El colom feréstec pitgrís (Leptotila cassinii) és un colom de la zona Neotropical, per tant un ocell de la família dels colúmbids (Columbidae) que habita la selva humida, boscos, matolls i ciutats des del sud-est de Mèxic, cap al sud, per Nicaragua, Costa Rica i Panamà fins a Sud-amèrica, al nord-oest de Colòmbia.